# Xiximtontic
Xiximtontic är en ort i Mexiko.   Den ligger i kommunen Chalchihuitán och delstaten Chiapas, i den sydöstra delen av landet, 700 km öster om huvudstaden Mexico City. Xiximtontic ligger 1 473 meter över havet och antalet invånare är 196.
Terrängen runt Xiximtontic är kuperad åt nordost, men åt sydväst är den bergig. Runt Xiximtontic är det ganska tätbefolkat, med 134 invånare per kvadratkilometer. Närmaste större samhälle är Simojovel de Allende, 15,1 km nordväst om Xiximtontic. Omgivningarna runt Xiximtontic är en mosaik av jordbruksmark och naturlig växtlighet.